# イタリア国鉄ETR400電車

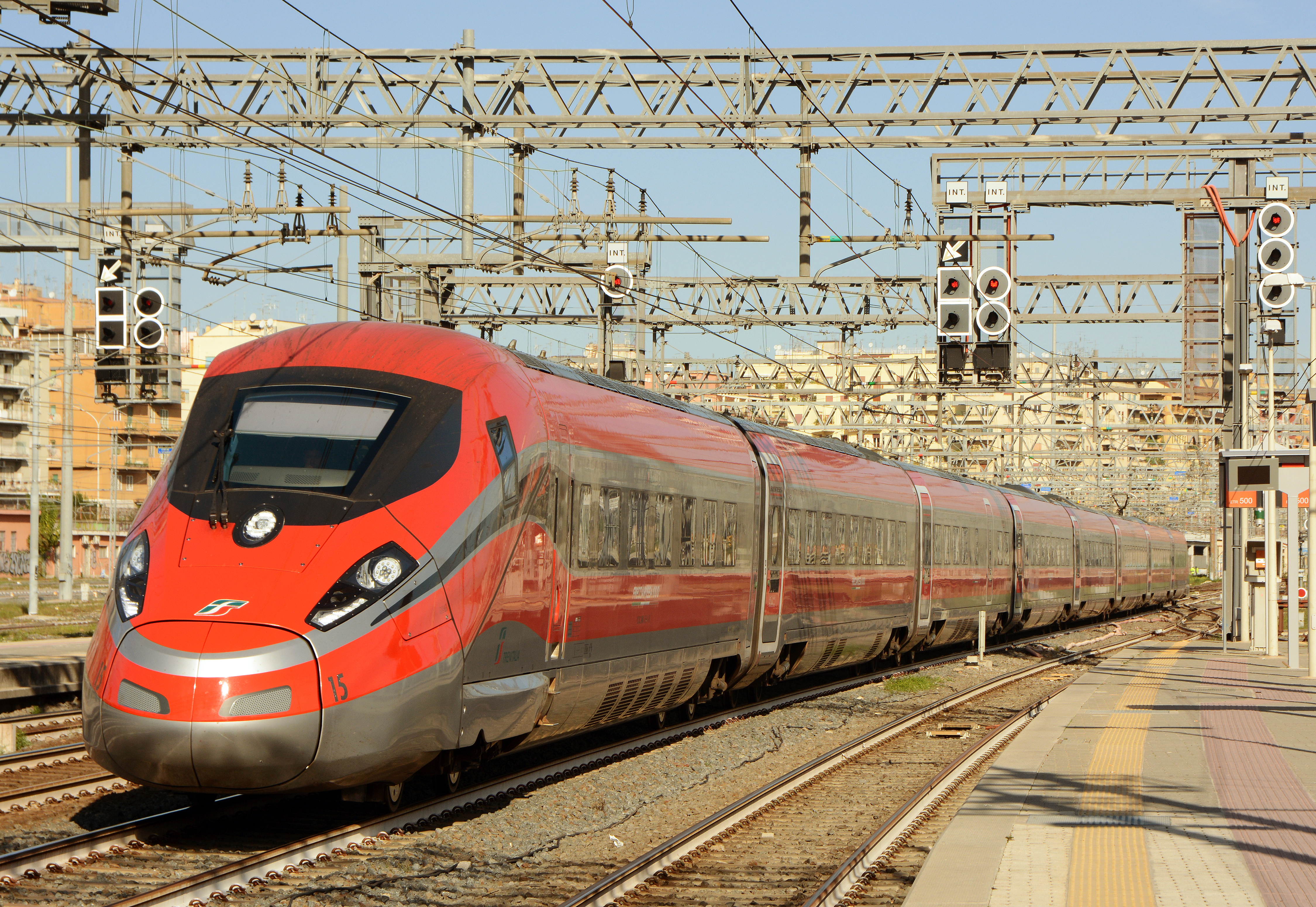
ETR400.15編成、2015年

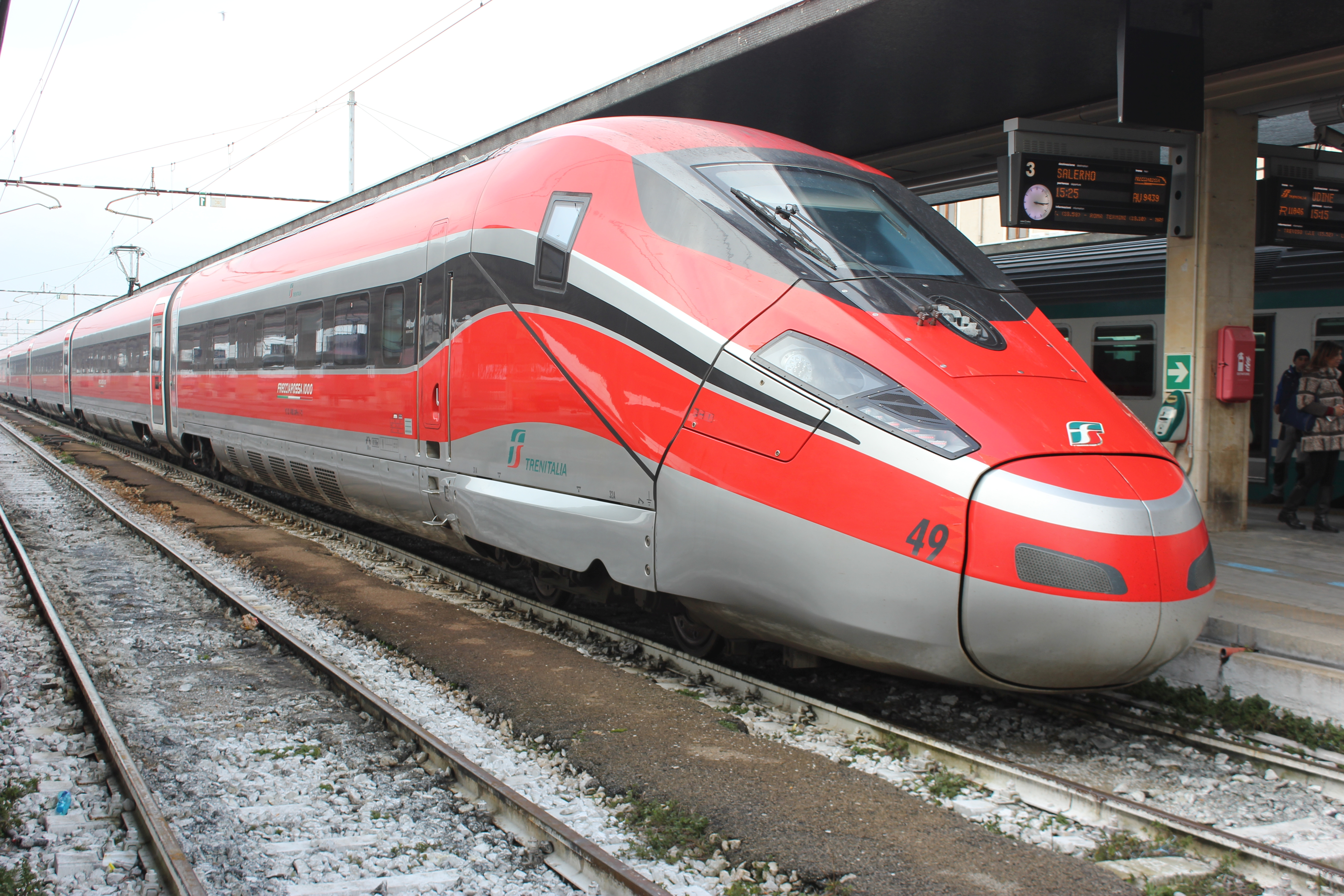
ETR400.49編成、ヴェネツィア・サンタ・ルチーア駅、2018年

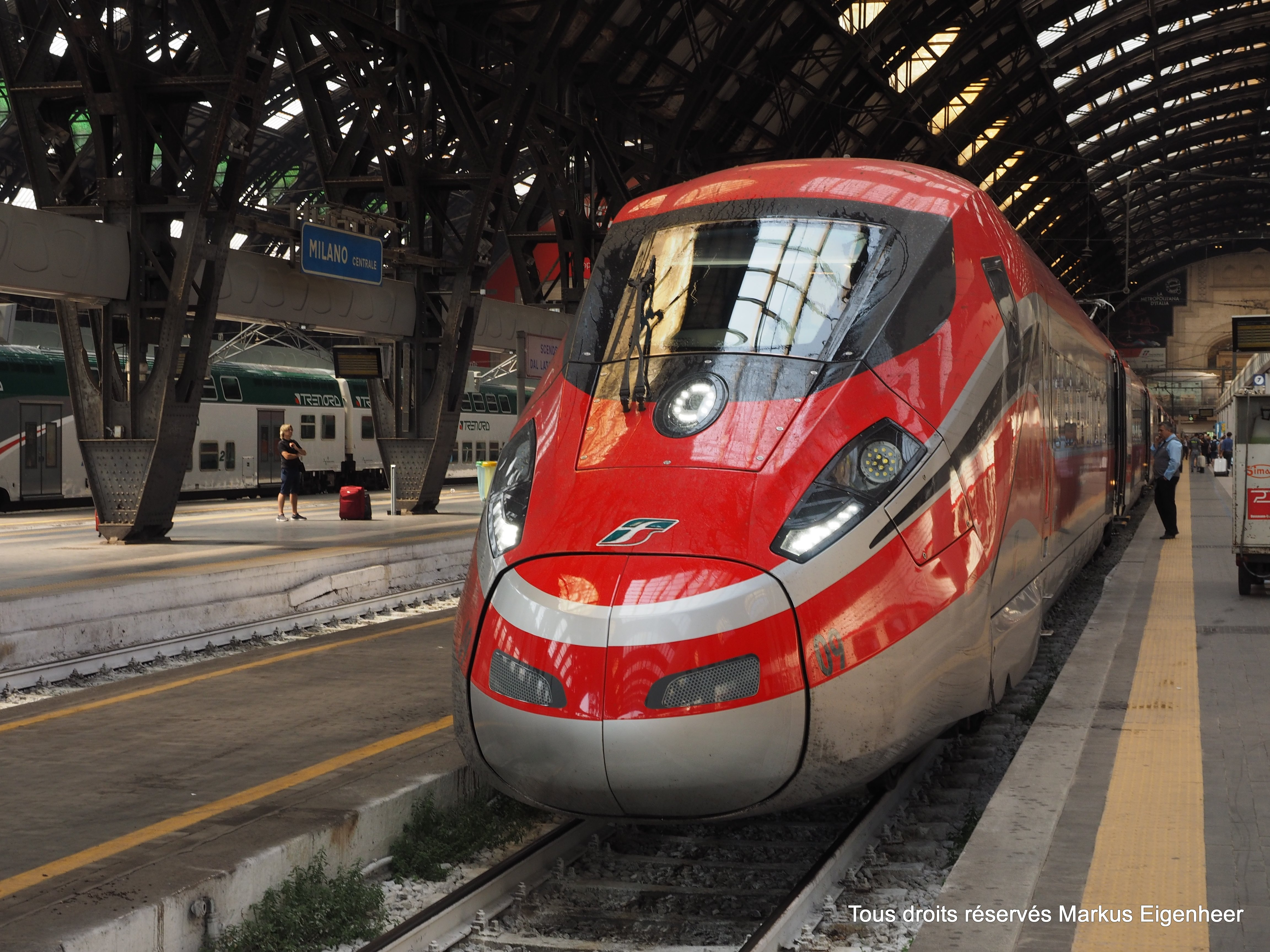
ETR400.09編成の先頭部、ミラノ中央駅、2015年

イタリア国鉄ETR400電車（イタリアこくてつETR400でんしゃ、Elettro Treno Rapido 400）は、イタリアの鉄道事業者であるトレニタリアがフレッチャロッサ（Frecciarossa、イタリア語で”赤い矢”の意）として運行する動力分散方式の高速鉄道車両である。なお、本車両のイタリア国鉄における形式名はETR400、スペイン国内運行用の機体の型式名はETR109であるが、ブランド名としては「Frecciarossa 1000」の名称が使用されている。また、計画・開発期においてはETR1000とも呼称されており、メーカーの日立レールにおけるシリーズ名もそのままETR1000を使用している。

## 概要

### 導入経緯と車両概要
イタリアの高速鉄道はフレッチャロッサ、フレッチャルジェント（Frecciargento、”銀の矢”の意）の2ブランドで運行されているが、フレッチャロッサはETR500による、高速新線では最高速度300 km/hで運行する列車、フレッチャルジェントは高速新線以外の一般路線でのスピードアップを考慮した車体傾斜式のETR480、ETR600およびETR610による、高速新線では最高速度250 km/hで運行する列車となっている。本形式はこれらの機材の増備として2009年にトレニタリアが高速新線での360 km/h走行（将来的には400 km/h走行）が可能な機材として導入を計画したものである。
この計画に基づいて、ETR600やNTVのETR575などでイタリア国内の高速鉄道車両の実績があるフランスのアルストム・トランスポールと、同じくETR500などで実績のあるボンバルディア・トランスポーテーションとアンサルドブレダの企業連合とがそれぞれ提案を行い、選考の結果ボンバルディア・アンサルドブレダ連合が2010年8月に50編成を受注した。なお、選考は技術面と価格の両面から行われ、アルストムが1編編成3.5百万ユーロでの提案であったのに対し、ボンバルディア・アンサルドブレダ連合は3.08百万ユーロであり、技術面でも高いポイントを得て選定されたものである。シーメンスや川崎重工業も提案を検討したが最終的に見送った。
計画当初はETR1000と呼称されていたが、形式名は欧州の番号体系に適合するETR400となったこの車両は、ボンバルディアの高速鉄道車両シリーズである「ゼフィロ」の1形式であり、メーカー呼称をV300ZEFIROとしているほか、アンサルドブレダが開発した高速鉄道車両であるV250の技術もベースとなっており、開発・生産の分担割合はボンバルディア40 %、アンサルドブレダ60 %となっている。また、イタリアの高速鉄道車両のうち、300 km/h用のETR500はピニンファリーナ、車体傾斜式のETR480、ETR600およびETR610はイタルデザイン・ジウジアーロがデザインを担当していたが、本形式はベルトーネ・デザインが車内外のデザインを担当しており、特に内装については同社の人間工学チームも含め大きく関わっていることが特徴となっている。
この機体は動力集中方式であったETR500から、16基の主電動機による動力分散方式の8両固定編成に変更して粘着重量を最大限に活用することにより、起動加速度0.7 m/s2・300 km/hまで約4分で加速可能・荒天時でも加速力を確保可能という性能となっているほか、基本的にイタリア国内専用であった同形式とは異なり、各国の路線での走行を考慮した相互運用性のための技術仕様であるTSI (Technical specifications for interoperability) に準拠するとともに各国の電源方式や信号方式に対応できる準備がされ、将来的にフランス、ドイツ、オーストリア、スイス、ベルギー、オランダ、スペインの各国へ乗入可能な仕様とすることができる設計となっている。実際に2021年からのパリ - ミラノ間の運行に向けて2019年には一部の編成がフランスへの乗入れに対応する改造が実施され、2022年からはスペイン国内仕様のETR109での運行が実施されているほか、2023年に発注された30編成はフランス、ドイツ、オーストリア、スイス、ベルギー、オランダ、スペインの各国へ乗入可能な仕様となっている。
環境性能にも配慮されており、乗客1人・1 kmあたりの二酸化炭素排出量を28 g/km・人以下としてEPD（Environmental Product Declaration: 環境製品宣言）の認証を高速鉄道車両として初めて取得したほか、300 km/h走行時の車外騒音をTSI準拠の91 dB(A)（側方25 m）に抑えた欧州で生産されたもっとも静粛で振動の少ない列車であり、また、材料の85 ％がリサイクル可能、95 ％が再生可能となっている。

### 製造および導入
ETR400は両社のイタリア国内工場で組み立てが行われ、2013年3月26日には最初の編成がアンサルドブレダのピストイア工場でロールアウトし、式典ではイタリアの陸上競技選手で200 mの世界記録保持者であったピエトロ・メンネアにちなむ"Pietro Mennea"の機体名がつけられた。その後7月にはボンバルディアのヴァード・リーグレ工場で試験が始まり、その後9月にヴァード・リーグレ - サヴォーナ間やチェコ国内の試験線などで試運転が始まった。その後2014年1月より高速新線での試運転を開始、2015年4月14日に300 km/h走行の認可を受け、6月14日より運行を開始した。また、その後2015年11月23日にはミラノ - トリノ間の高速新線において360 km/hでの営業運行のための試運転を実施した際に385.5 km/hのイタリアの鉄道の最高速度を記録し、さらに12月6日には390.7 km/h、2016年2月25日には393.8 km/hを記録した。
その後、2019年にはオープンアクセス化の進展に伴うイタリア国外での運行も視野に入れた増備として国内増発用10編成、フランス乗入用4編成の導入が計画され、ボンバルディア・トランスポーテーションと日立レールに14編成およびその10年間の保守が総額575百万ユーロで発注されており、さらにその後、スペイン国内での運用のため、トレニタリアによりETR109が23編成、800百万ユーロで同じくボンバルディア・トランスポーテーションと日立レールに発注された。また、イタリア国鉄のインフラ管理部門であるRFIが1編成を設備試験用車両として取得することを検討しているほか、2021年9月に、本土からシチリア島へ直通（海峡部は列車ごと航送）可能な4両編成の本形式12編成の導入を含むメッシーナ海峡港エリアのリニューアルが計画されていることが公表された。
さらに、2023年11月8日にはトレニタリアにより確定30編成、オプション10編成をそれぞれ861百万ユーロ、287百万ユーロで導入する契約が日立レールとの間に締結され、これにより2026年春より年間8 - 10編成が導入される予定となっている。この機体は主としてイタリア国内で使用されるが、フランス、ドイツ、スペイン、オーストリア、スイス、ベルギー、オランダなどの各国に乗入可能な信号システムおよび電源システムを装備したものとなるほか、新しい内装デザインが採用されることとなっている。
なお、2021年1月29日にボンバルディア・トランスポーテーションを吸収合併したアルストムと日立レールは、同年12月1日にアルストムがボンバルディア・トランスポーテーションから取得したV300ZEFIROに関する事業を日立レールに売却することを発表しており、この取引は2022年第1四半期に終了する予定で、日立レールにおけるシリーズ名はETR1000となっている。
本形式はの第1編成はETR400.01、第50編成はETR400.50のように呼称されており、編成を構成する8両の車両の2007年から採用されたUIC規格によるヨーロッパ標準動力車番号体系であるEVN（European Vehicle Nummer、”93”は電車方式の高速列車を、”83”はイタリアをそれぞれ示す）の車両番号は以下のとおりで、2010年に発注されたバッチは2017年にかけて全50編成がボンバルディア、アンサルドブレダおよびその後身の日立レールイタリア（現日立レール）で生産・納入され、2019年に同じくボンバルディアおよび日立レールに発注されたバッチは2019年 - 2023年に全14編成が生産・納入される計画となっている。
- 車両番号（XXは01-64の編成番号、Yはチェックディジット）
  - 93 83 3400 1XX-Y I-TI
  - 93 83 0400 2XX-Y I-TI
  - 93 83 5400 3XX-Y I-TI
  - 93 83 0400 4XX-Y I-TI
  - 93 83 0400 5XX-Y I-TI
  - 93 83 6400 6XX-Y I-TI
  - 93 83 0400 7XX-Y I-TI
  - 93 83 4400 8XX-Y I-TI

## 仕様

### 車体
本形式は8両固定編成で車軸配置Bo'Bo'+2'2'+Bo'Bo'+2'2'+2'2'+Bo'Bo'+2'2'+Bo'Bo'となっており、各車はDM1、TT2、M3、T4、T5、M6、TT7、DM8の記号で呼称されている。また、車体構体は大型押出型材を多用したアルミ製ダブルスキン構造で、先頭部は台枠端梁から前方に衝撃吸収構造の衝突梁を張出させてクラッシャブルゾーンとして衝突時に備えている。側面窓は大型の固定式のものが2,120 mm間隔で設置されており、乗降扉は有効幅900 mmで電気駆動、片開式のスライド式プラグドアであり、扉窓下にLED式の案内表示器を設置している。また、床下機器はカバーで覆われており、両先頭部の台車上部にもカバーが設置されるが、こちらは取外したまま運行されることもある。
先頭部はゼフィーロシリーズの流れを引くデザインの流線型であり、先頭下部から前面窓ガラス左右を経て屋根まで至るCross-Wind Edgeと呼ばれる高速走行時の空気整流用のエッジを設けて走行時の騒音低減対策としている。前面窓は1枚曲面ガラスで、その下部中央と前頭部左右に欧州の灯火基準に適合するLED式の前照灯および標識灯が設置されている。なお、TSI基準に定められた300 km/h走行時に25 m離れた地点での騒音を91 dB(A)に抑えるために先頭部のCross-Wind Edgeに加えて、床下機器カバー端部へのTurbulatorplatteと呼ばれる整流フィンの設置、集電装置付近の屋根上機器カバー形状の工夫、二重リング式防音車輪の採用などの設計が各所になされている。
各車体は床面高さ1,240 mmで各車端部連結面寄りにデッキとトイレ、乗降扉などが設置され、室内は4クラスの客室とビストロ・バーから構成されており、DM1がエグゼクティブクラス、TT2とM3の半室がビジネスクラス、M3のもう半室がビストロ・バー、T4がプレミアムクラス、T5、M6、TT7、DM8がスタンダードクラスとなっている。また、M3のビジネスクラスに車椅子スペースが用意され、車椅子乗降用の広幅でリフト付の乗降扉と車椅子対応トイレが設置されており、車椅子利用者が介助なしでこれらの設備やビストロ・バーを利用できるよう配置されている。室内はレイアウトの多様性に対応するためモジュール化された構成となっており、座席を床面に配置したレールに固定する方法としたり、汚れの落ちやすい素材や表面加工とすることにより保守性も高い構造となっており、客室各クラスの装備は以下のとおりであるほか、各クラス共通の装備として座席ごとのテーブルとサービス用コンセント、LED式の室内灯とスポットライト、インターネット接続用のWi-Fi設備、車端部や座席下などの手荷物置場、天井に旅客案内用の液晶ディスプレイが設けられている。
- エグゼクティブクラス（テーマカラー：茶色）：1+1列でシートピッチ1,500 mm、幅740 mmの回転式クロスシート計10席。シートは革張り、アームレスト・レッグレスト付で各部の調整は電動式。また、5席の座席や32インチ液晶モニタを備えた会議室が設けられている。
- ビジネスクラス（テーマカラー：青）：2+1列で幅690 mmの対面式もしくは集団見合式配置の固定式クロスシート計71席（うち2席分は折畳んで車椅子スペースとして使用可能）。シートは革張りで109度までリクライニング可能。
- プレミアムクラス（テーマカラー：赤）：2+2列の対面式もしくは集団見合式配置のクロスシート計76席。シートは革張りで109度までリクライニング可能。
- スタンダードクラス（テーマカラー：オレンジ）：2+2列の対面式もしくは集団見合式配置のクロスシート計300席。シートは革張り。

ビストロ・バーはバーカウンターを持ち、無料のウェルカムドリンクや新聞のほか、各種の軽食や飲み物の提供をするほか、各座席までのケータリングも行う。カウンター内には、キャビネット、冷蔵キャビネット、冷蔵庫、製氷機、給水器、保冷室、電子レンジ2台、オーブントースター、コーヒーメーカー、シンク、換気扇、ケータリング用のカート3台が装備されている。
運転室は中央運転席のデスクタイプ運転台で、横軸式ワンハンドルのマスターコントローラーやスイッチ類が配置され、半円形の計器盤には針式の各計器類の他、正面にETCSおよびGSM-RからなるERTMSに対応した統合表示装置や車両情報装置用の液晶ディスプレイ計2面や無線装置など設置されている。また、運転室背面には機器室が設けられている。
連結器は車体取付式で2本の空気管を同時に接続でき、左右に電気連結器を併設しているイタリア国鉄標準の自動連結器で、開閉式のカバー内に設置されている。

### 走行機器
制御方式は主変換装置に水冷式のIGBTを使用したコンバータ・インバータ式で、DM1、M3、M6、DM8の床下に搭載した1台の主変換装置で1台×4群の主電動機を駆動するもので、このほか補助電源装置と直流電源使用時用の昇降圧チョッパを床下に、発電ブレーキ用抵抗器を搭載している。また、TT2とTT7の床下には交流電源使用時用の主変圧器を搭載し、それぞれDM1とM2、M6とDM8の主変換装置に給電しているほか、T4、T5の床下に直流電源装置と蓄電池を搭載している。なお、主変圧器はABB Sécheron製の小型のアルミ筐体のもの、主変換装置はボンバルディア製MITRAC (Modular Integrated TRACtion system) シリーズのものとなっている。
主電動機はかご形三相誘導電動機をDM1、M3、M6、DM8に4台ずつ搭載し、架線電圧AC 25 kV・50 Hz時には定格出力9800 kW、起動時加速度0.7 m/s2、牽引力370 kN、最高速度360 km/hの性能を発揮するほか、360 km/h時でも0.03 m/s2の加速余力に相当する約100 kNの牽引力を有しており、設計最高速度は400 km/h、停止から300 km/hまでの加速時間は4分16秒となっている。一方、架線電圧DC 3 kV時には電流容量の関係で出力が制限されるため、定格出力6,900 kW、起動時加速度0.7 m/s2、牽引力370 kN、最高速度300 km/hで、300 km/h時では0.05 m/s2の加速余力に相当する約80 kNの牽引力を有している。
台車はボンバルディア製のFLEXXシリーズの高速鉄道向けタイプであるFLEXX Speedの固定軸距2850 mmのものを採用している。この台車は車輪径920 mm / 850 mm（動台車 / 従台車）のボルスタレス式台車で、枕ばねは空気ばねでヨーダンパと縦ダンパを併設、軸ばねはコイルばねで縦ダンパ併設、軸箱支持方式は軸梁式となっている。また、ボルスタと台車枠間に枕木方向にアクティブサスペンションを装備する、ほか、基礎ブレーキ装置はディスクブレーキで、動台車は車輪にブレーキディスクを組み込んだキャリパーブレーキ方式、従台車は各車軸に3枚のブレーキディスクを装備する。駆動装置はフォイト・ターボ製のSE-390で、台車枠に装荷された主電動機から歯車継手を介して台車枠と動軸間に吊り掛け式に装荷された歯車箱に伝達され、1段減速で動輪へ伝達される。
集電装置はシングルアーム式のものが計4基搭載されており、TT2、TT7のもの舟体幅1,950 mmのイタリア国内DC 3,000 V用のもの、T4、T5に舟体幅1,450 mmのイタリア国内AC 25 kV・50 Hz用のものとなっているが、全ての集電装置が母線によって接続されて電気回路的には同一のものとなっている。また、将来の各国乗入れ時に集電装置を増設できるようスペースが確保されており、2019年にフランス乗入れ対応となった機体には舟体幅1,600 mmのフランス国内AC 25 kV・50 Hz用のものを搭載している。
ブレーキ装置は電気ブレーキとして主変換装置による回生ブレーキと発電ブレーキの機能を有するほか、空気ブレーキを装備している。空気ブレーキは電空協調制御および応荷重制御機能を備えた常用系とそれら機能のない予備系の2系統の制御系を有するほか、ブレーキ作用装置も電磁制御式のものと空気制御式の2系統を装備して冗長性を確保している。
保安装置として、欧州標準の信号システムのETCS level 2とイタリア国内用信号システムのSCMT (Sistema di Controllo della Marcia del Treno) を搭載するほか、フランス国内乗入れ対応機は高速新線用信号システムのTVMおよび在来線用信号システムのKVB (Contrôle Vitesse par Balise) を搭載し、将来的にはモジュール化された各国の保安装置を搭載できるよう考慮されている。また、車両情報装置により各機器がモニタリングされ、乗務員や保守担当者へ情報が提供されるほか、状態基準保全の概念に基づき、各集電装置や台車の軸箱、台車枠、ボルスタ、車体に装備した加速度センサで計測したデータと走行位置・速度をGSM-Rの無線網を経由して地上でリアルタイムにモニタリングしており、車両側もしくは地上側に不具合もしくはその兆候があった場合にこれを検知するシステムとなっている。

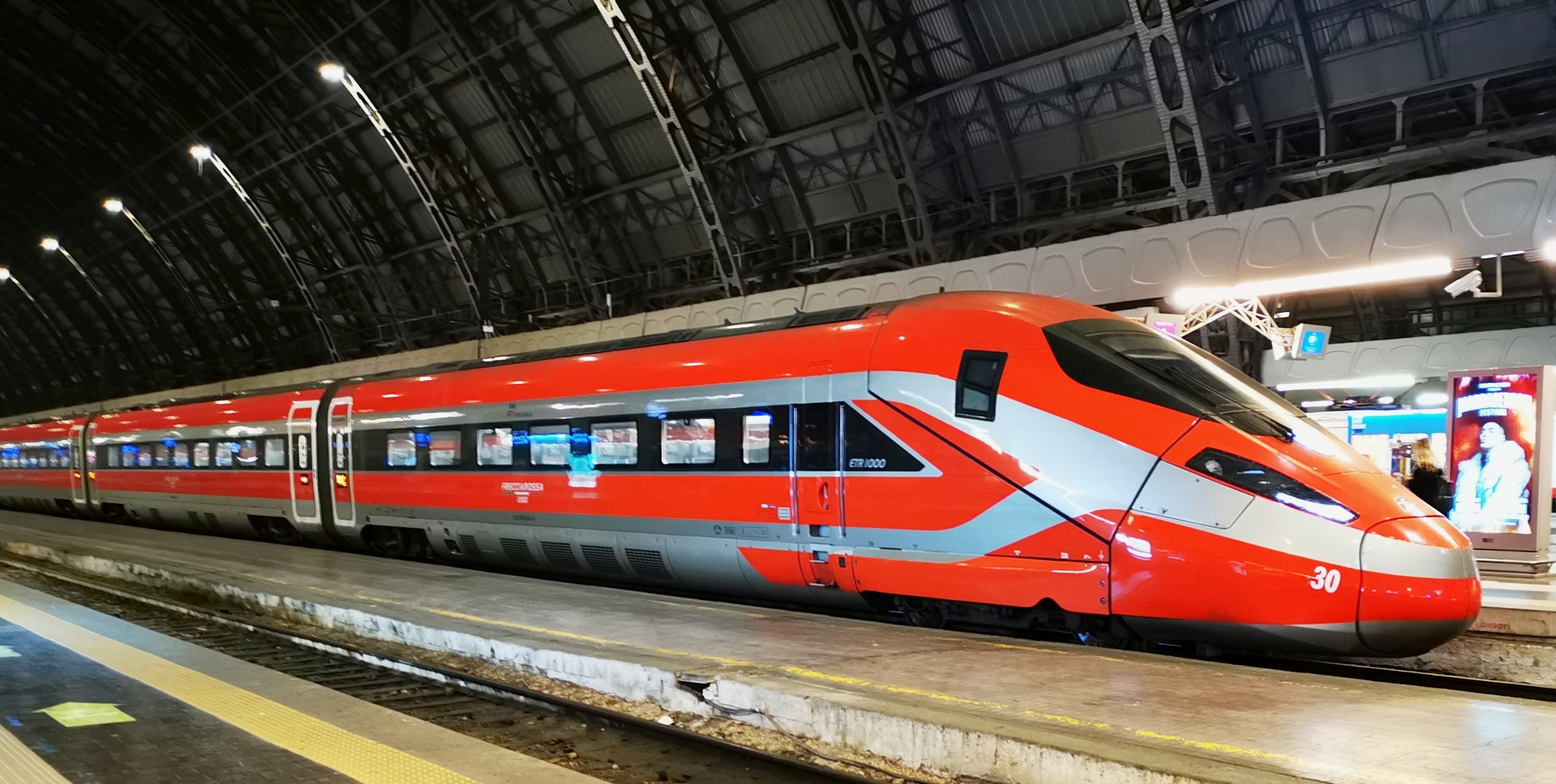
2020年代より採用された新塗装、ミラノ中央駅、2022年
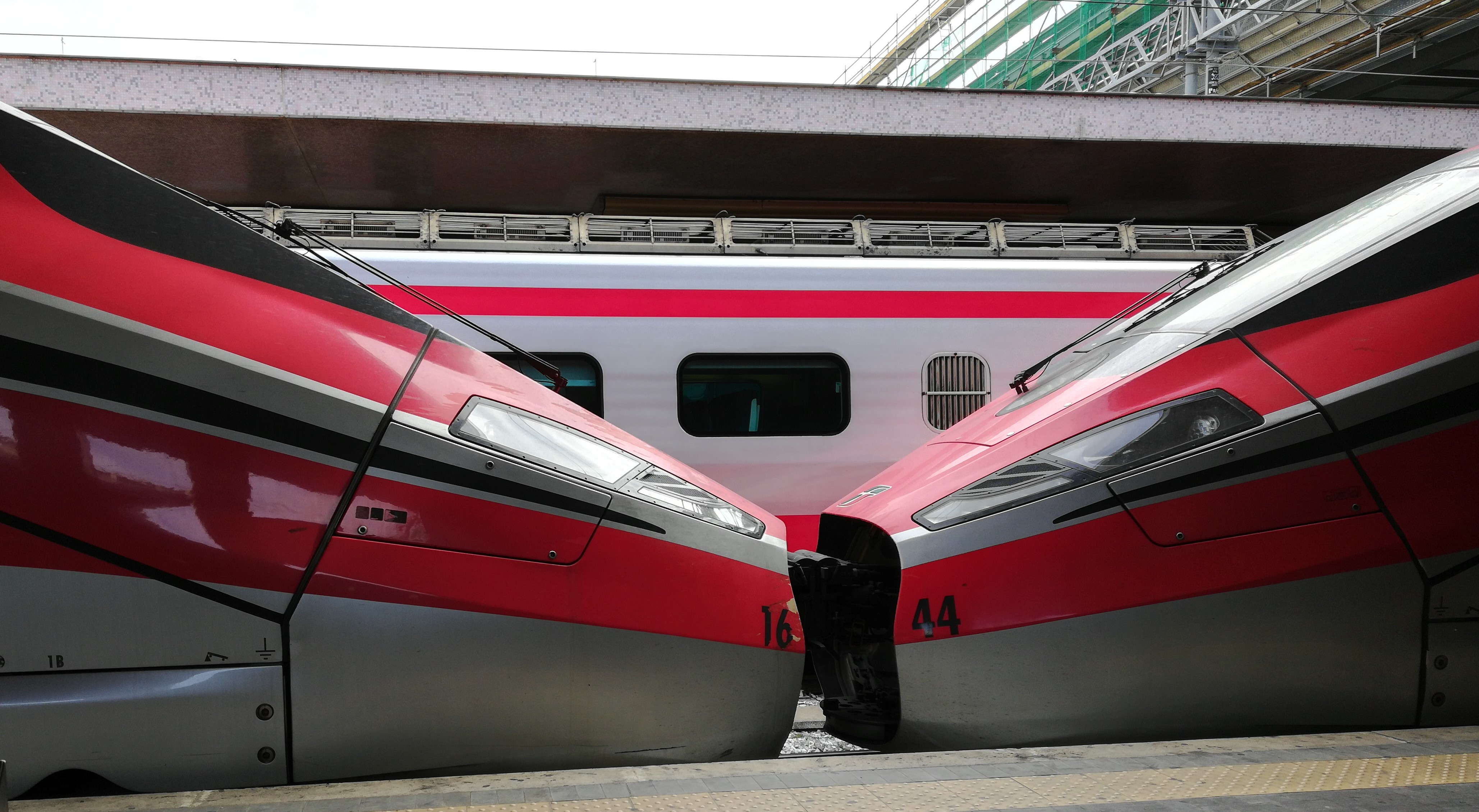
先頭部カバー内には連結器が設置される、2018年
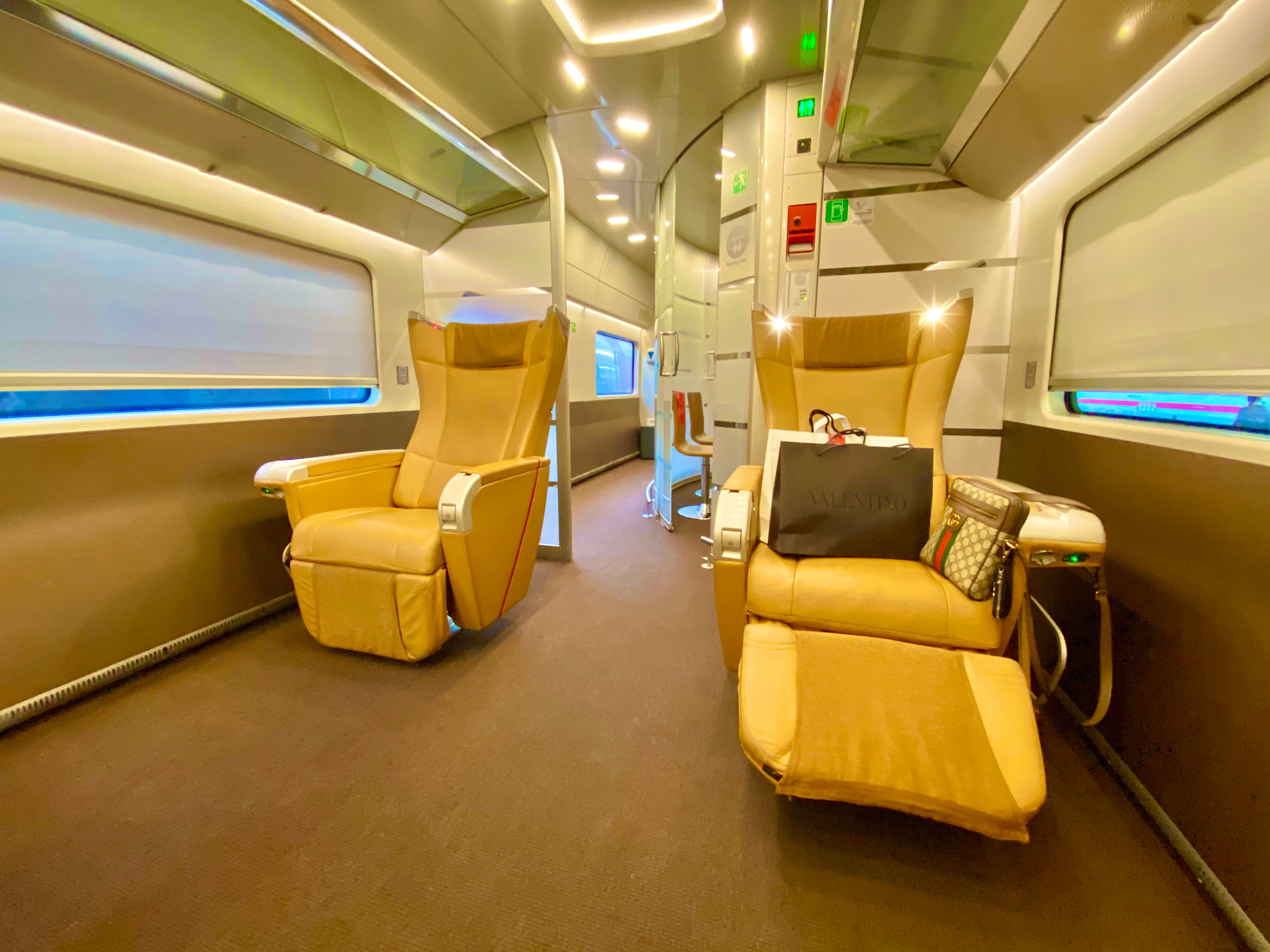
エグゼクティブクラスの室内、写真奥に会議室が設置される、2020年
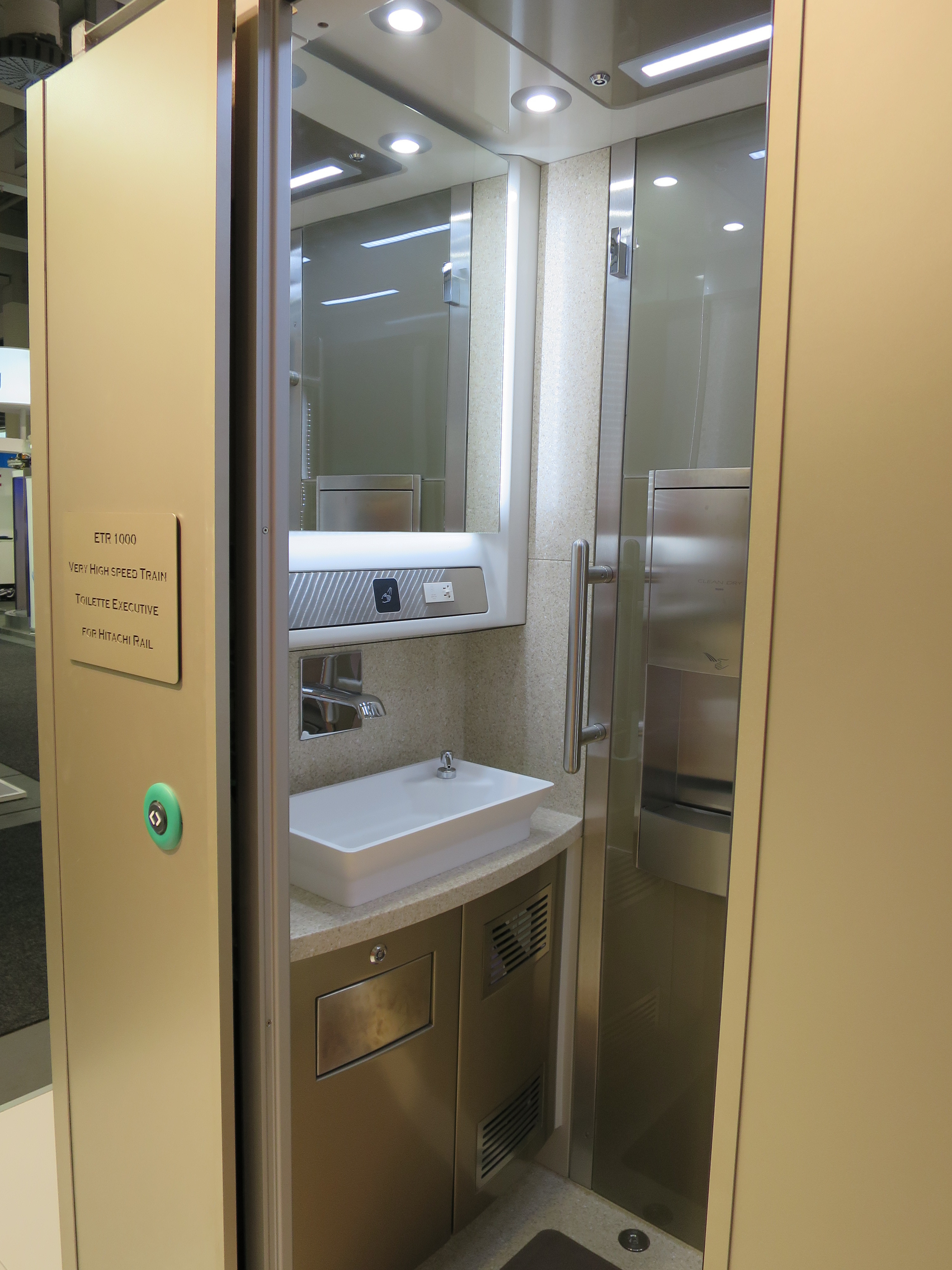
洗面所付近、2016年
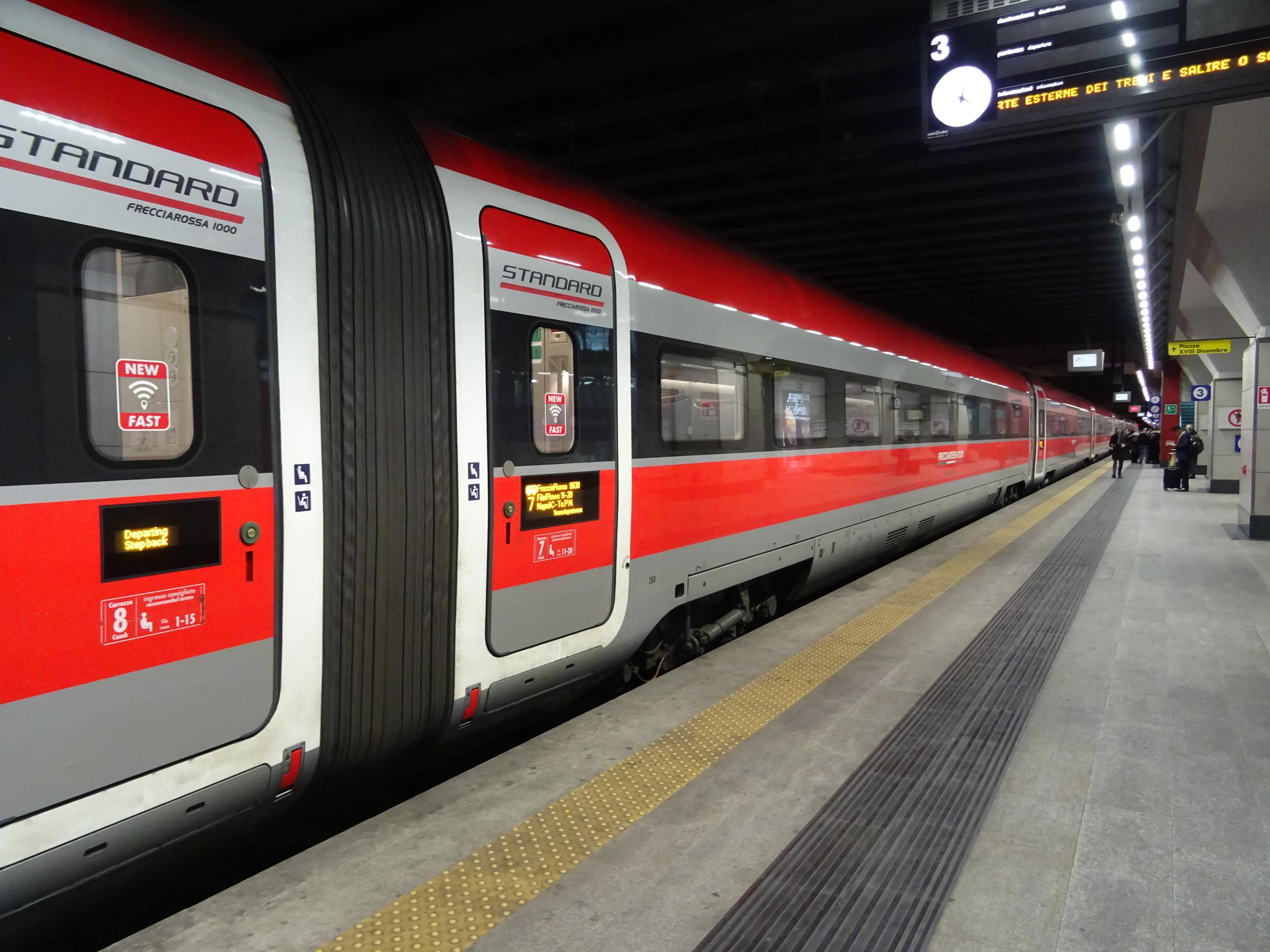
行先表示機が設置された乗降口付近、2020年

### 主要諸元
| 軌間         | 軌間                                   | 1,435 mm                                                                                               | 1,435 mm                                                                                               | 1,435 mm                                                                                               | 1,435 mm                                                                                               | 1,435 mm                                                                                               | 1,435 mm                                                                                               | 1,435 mm                                                                                               | 1,435 mm                                                                                               |
| 電化方式     | 電化方式                               | AC 25 kV・50 Hz、DC 3,000 V（オプション：AC 15 kV・16 2/3 Hz、DC 1,500 V）                             | AC 25 kV・50 Hz、DC 3,000 V（オプション：AC 15 kV・16 2/3 Hz、DC 1,500 V）                             | AC 25 kV・50 Hz、DC 3,000 V（オプション：AC 15 kV・16 2/3 Hz、DC 1,500 V）                             | AC 25 kV・50 Hz、DC 3,000 V（オプション：AC 15 kV・16 2/3 Hz、DC 1,500 V）                             | AC 25 kV・50 Hz、DC 3,000 V（オプション：AC 15 kV・16 2/3 Hz、DC 1,500 V）                             | AC 25 kV・50 Hz、DC 3,000 V（オプション：AC 15 kV・16 2/3 Hz、DC 1,500 V）                             | AC 25 kV・50 Hz、DC 3,000 V（オプション：AC 15 kV・16 2/3 Hz、DC 1,500 V）                             | AC 25 kV・50 Hz、DC 3,000 V（オプション：AC 15 kV・16 2/3 Hz、DC 1,500 V）                             |
| 車軸配置     | 車軸配置                               | Bo'Bo'+2'2'+Bo'Bo'+2'2'+2'2'+Bo'Bo'+2'2'+Bo'Bo'（8両編成）                                             | Bo'Bo'+2'2'+Bo'Bo'+2'2'+2'2'+Bo'Bo'+2'2'+Bo'Bo'（8両編成）                                             | Bo'Bo'+2'2'+Bo'Bo'+2'2'+2'2'+Bo'Bo'+2'2'+Bo'Bo'（8両編成）                                             | Bo'Bo'+2'2'+Bo'Bo'+2'2'+2'2'+Bo'Bo'+2'2'+Bo'Bo'（8両編成）                                             | Bo'Bo'+2'2'+Bo'Bo'+2'2'+2'2'+Bo'Bo'+2'2'+Bo'Bo'（8両編成）                                             | Bo'Bo'+2'2'+Bo'Bo'+2'2'+2'2'+Bo'Bo'+2'2'+Bo'Bo'（8両編成）                                             | Bo'Bo'+2'2'+Bo'Bo'+2'2'+2'2'+Bo'Bo'+2'2'+Bo'Bo'（8両編成）                                             | Bo'Bo'+2'2'+Bo'Bo'+2'2'+2'2'+Bo'Bo'+2'2'+Bo'Bo'（8両編成）                                             |
| 編成長       | 編成長                                 | 202,000 mm                                                                                             | 202,000 mm                                                                                             | 202,000 mm                                                                                             | 202,000 mm                                                                                             | 202,000 mm                                                                                             | 202,000 mm                                                                                             | 202,000 mm                                                                                             | 202,000 mm                                                                                             |
| 全長         | 全長                                   | 26300 mm                                                                                               | 24,900 mm                                                                                              | 24,900 mm                                                                                              | 24,900 mm                                                                                              | 24,900 mm                                                                                              | 24,900 mm                                                                                              | 24,900 mm                                                                                              | 26,300 mm                                                                                              |
| 全幅         | 全幅                                   | 2,924 mm                                                                                               | 2,924 mm                                                                                               | 2,924 mm                                                                                               | 2,924 mm                                                                                               | 2,924 mm                                                                                               | 2,924 mm                                                                                               | 2,924 mm                                                                                               | 2,924 mm                                                                                               |
| 全高         | 全高                                   | 4,080 mm                                                                                               | 4,080 mm                                                                                               | 4,080 mm                                                                                               | 4,080 mm                                                                                               | 4,080 mm                                                                                               | 4,080 mm                                                                                               | 4,080 mm                                                                                               | 4,080 mm                                                                                               |
| 床面高       | 床面高                                 | 1,240 mm                                                                                               | 1,240 mm                                                                                               | 1,240 mm                                                                                               | 1,240 mm                                                                                               | 1,240 mm                                                                                               | 1,240 mm                                                                                               | 1,240 mm                                                                                               | 1,240 mm                                                                                               |
| 軸距         | 軸距                                   | 2,850 mm                                                                                               | 2,850 mm                                                                                               | 2,850 mm                                                                                               | 2,850 mm                                                                                               | 2,850 mm                                                                                               | 2,850 mm                                                                                               | 2,850 mm                                                                                               | 2,850 mm                                                                                               |
| 車輪径       | 車輪径                                 | 動輪920 mm、従輪850 mm（いずれも新品時）                                                               | 動輪920 mm、従輪850 mm（いずれも新品時）                                                               | 動輪920 mm、従輪850 mm（いずれも新品時）                                                               | 動輪920 mm、従輪850 mm（いずれも新品時）                                                               | 動輪920 mm、従輪850 mm（いずれも新品時）                                                               | 動輪920 mm、従輪850 mm（いずれも新品時）                                                               | 動輪920 mm、従輪850 mm（いずれも新品時）                                                               | 動輪920 mm、従輪850 mm（いずれも新品時）                                                               |
| 自重         | 自重                                   | 編成：446 t                                                                                            | 編成：446 t                                                                                            | 編成：446 t                                                                                            | 編成：446 t                                                                                            | 編成：446 t                                                                                            | 編成：446 t                                                                                            | 編成：446 t                                                                                            | 編成：446 t                                                                                            |
| 定員         | 編成                                   | 457名                                                                                                  | 457名                                                                                                  | 457名                                                                                                  | 457名                                                                                                  | 457名                                                                                                  | 457名                                                                                                  | 457名                                                                                                  | 457名                                                                                                  |
| 定員         | エグゼクティブ                         | 10名                                                                                                   | - | - | - | - | - | - | - |
| 定員         | ビジネス                               | - | 71名（うち2席は車椅子席）                                                                              | 71名（うち2席は車椅子席）                                                                              | - | - | - | - | - |
| 定員         | プレミアム                             | - | - | - | 76名                                                                                                   | - | - | - | - |
| 定員         | スタンダード                           | - | - | - | - | 300名                                                                                                  | 300名                                                                                                  | 300名                                                                                                  | 300名                                                                                                  |
| 主制御装置   | 主制御装置                             | IGBT使用のVVVFインバータ制御                                                                           | IGBT使用のVVVFインバータ制御                                                                           | IGBT使用のVVVFインバータ制御                                                                           | IGBT使用のVVVFインバータ制御                                                                           | IGBT使用のVVVFインバータ制御                                                                           | IGBT使用のVVVFインバータ制御                                                                           | IGBT使用のVVVFインバータ制御                                                                           | IGBT使用のVVVFインバータ制御                                                                           |
| 主電動機     | 主電動機                               | かご形三相誘導電動機                                                                                   | かご形三相誘導電動機                                                                                   | かご形三相誘導電動機                                                                                   | かご形三相誘導電動機                                                                                   | かご形三相誘導電動機                                                                                   | かご形三相誘導電動機                                                                                   | かご形三相誘導電動機                                                                                   | かご形三相誘導電動機                                                                                   |
| AC 25 kV     | 定格出力                               | 9,800 kW                                                                                               | 9,800 kW                                                                                               | 9,800 kW                                                                                               | 9,800 kW                                                                                               | 9,800 kW                                                                                               | 9,800 kW                                                                                               | 9,800 kW                                                                                               | 9,800 kW                                                                                               |
| AC 25 kV     | 最大牽引力                             | 370 kN（オプションのAC 15 kV、DC 1,500 V時も同様）                                                     | 370 kN（オプションのAC 15 kV、DC 1,500 V時も同様）                                                     | 370 kN（オプションのAC 15 kV、DC 1,500 V時も同様）                                                     | 370 kN（オプションのAC 15 kV、DC 1,500 V時も同様）                                                     | 370 kN（オプションのAC 15 kV、DC 1,500 V時も同様）                                                     | 370 kN（オプションのAC 15 kV、DC 1,500 V時も同様）                                                     | 370 kN（オプションのAC 15 kV、DC 1,500 V時も同様）                                                     | 370 kN（オプションのAC 15 kV、DC 1,500 V時も同様）                                                     |
| AC 25 kV     | 最高速度                               | 360 km/h（営業運行）、400 km/h（最大）（オプションのAC 15 kV時には300 km/h、DC 1,500 V時には220 km/h） | 360 km/h（営業運行）、400 km/h（最大）（オプションのAC 15 kV時には300 km/h、DC 1,500 V時には220 km/h） | 360 km/h（営業運行）、400 km/h（最大）（オプションのAC 15 kV時には300 km/h、DC 1,500 V時には220 km/h） | 360 km/h（営業運行）、400 km/h（最大）（オプションのAC 15 kV時には300 km/h、DC 1,500 V時には220 km/h） | 360 km/h（営業運行）、400 km/h（最大）（オプションのAC 15 kV時には300 km/h、DC 1,500 V時には220 km/h） | 360 km/h（営業運行）、400 km/h（最大）（オプションのAC 15 kV時には300 km/h、DC 1,500 V時には220 km/h） | 360 km/h（営業運行）、400 km/h（最大）（オプションのAC 15 kV時には300 km/h、DC 1,500 V時には220 km/h） | 360 km/h（営業運行）、400 km/h（最大）（オプションのAC 15 kV時には300 km/h、DC 1,500 V時には220 km/h） |
| DC 3,000 V   | 定格出力                               | 6,900 kW                                                                                               | 6,900 kW                                                                                               | 6,900 kW                                                                                               | 6,900 kW                                                                                               | 6,900 kW                                                                                               | 6,900 kW                                                                                               | 6,900 kW                                                                                               | 6,900 kW                                                                                               |
| DC 3,000 V   | 最大牽引力                             | 370 kN                                                                                                 | 370 kN                                                                                                 | 370 kN                                                                                                 | 370 kN                                                                                                 | 370 kN                                                                                                 | 370 kN                                                                                                 | 370 kN                                                                                                 | 370 kN                                                                                                 |
| DC 3,000 V   | 最高速度                               | 300 km/h（営業運行、最大）                                                                             | 300 km/h（営業運行、最大）                                                                             | 300 km/h（営業運行、最大）                                                                             | 300 km/h（営業運行、最大）                                                                             | 300 km/h（営業運行、最大）                                                                             | 300 km/h（営業運行、最大）                                                                             | 300 km/h（営業運行、最大）                                                                             | 300 km/h（営業運行、最大）                                                                             |
| 起動加速度   | 起動加速度                             | 0.7 m/s2                                                                                               | 0.7 m/s2                                                                                               | 0.7 m/s2                                                                                               | 0.7 m/s2                                                                                               | 0.7 m/s2                                                                                               | 0.7 m/s2                                                                                               | 0.7 m/s2                                                                                               | 0.7 m/s2                                                                                               |
| 最大減速度   | 最大減速度                             | 1.2 m/s2                                                                                               | 1.2 m/s2                                                                                               | 1.2 m/s2                                                                                               | 1.2 m/s2                                                                                               | 1.2 m/s2                                                                                               | 1.2 m/s2                                                                                               | 1.2 m/s2                                                                                               | 1.2 m/s2                                                                                               |
| ブレーキ装置 | ブレーキ装置                           | 回生ブレーキ、発電ブレーキ、空気ブレーキ                                                               | 回生ブレーキ、発電ブレーキ、空気ブレーキ                                                               | 回生ブレーキ、発電ブレーキ、空気ブレーキ                                                               | 回生ブレーキ、発電ブレーキ、空気ブレーキ                                                               | 回生ブレーキ、発電ブレーキ、空気ブレーキ                                                               | 回生ブレーキ、発電ブレーキ、空気ブレーキ                                                               | 回生ブレーキ、発電ブレーキ、空気ブレーキ                                                               | 回生ブレーキ、発電ブレーキ、空気ブレーキ                                                               |
| 信号保安装置 | 信号保安装置                           | イタリア：RS4-Codici・SCMT、欧州共通：ETCS/ERTMS、フランス：TVM・KVB（一部編成）                       | イタリア：RS4-Codici・SCMT、欧州共通：ETCS/ERTMS、フランス：TVM・KVB（一部編成）                       | イタリア：RS4-Codici・SCMT、欧州共通：ETCS/ERTMS、フランス：TVM・KVB（一部編成）                       | イタリア：RS4-Codici・SCMT、欧州共通：ETCS/ERTMS、フランス：TVM・KVB（一部編成）                       | イタリア：RS4-Codici・SCMT、欧州共通：ETCS/ERTMS、フランス：TVM・KVB（一部編成）                       | イタリア：RS4-Codici・SCMT、欧州共通：ETCS/ERTMS、フランス：TVM・KVB（一部編成）                       | イタリア：RS4-Codici・SCMT、欧州共通：ETCS/ERTMS、フランス：TVM・KVB（一部編成）                       | イタリア：RS4-Codici・SCMT、欧州共通：ETCS/ERTMS、フランス：TVM・KVB（一部編成）                       |
| 装備一覧     | 運転室                                 | ○ | × | × | × | × | × | × | ○ |
| 装備一覧     | エグゼクティブ                         | ○ | × | × | × | × | × | × | × |
| 装備一覧     | ビジネス                               | × | ○ | ○ | × | × | × | × | × |
| 装備一覧     | プレミアム                             | × | × | × | ○ | × | × | × | × |
| 装備一覧     | スタンダード                           | × | × | × | × | ○ | ○ | ○ | ○ |
| 装備一覧     | 会議室                                 | ○ | × | × | × | × | × | × | × |
| 装備一覧     | ビストロ・バー                         | × | × | ○ | × | × | × | × | × |
| 装備一覧     | 車椅子対応 リフト/席/トイレ            | × | × | ○ | × | × | × | × | × |
| 装備一覧     | トイレ                                 | 1 | 2 | 車椅子                                                                                                 | 2 | 2 | 2 | 2 | 1 |
| 装備一覧     | 主変圧器                               | × | ○ | × | × | ○ | × | ○ | × |
| 装備一覧     | 主制御装置 補助電源装置 ブレーキ抵抗器 | ○ | × | ○ | × | × | ○ | × | ○ |
| 装備一覧     | 集電装置                               | × | DC | × | AC | AC | × | DC | × |
| 装備一覧     | 主電動機                               | 4 | × | 4 | × | × | 4 | × | 4 |
|              |                                        | | | | | | | | |

## 運行

### イタリア国内
ETR400は当初2014年中に運行を開始する予定であったが、実際にはミラノ国際博覧会の開催に合わせて2015年夏ダイヤより6編成が運行を開始することとなり、70回目のイタリア解放記念日にあたる4月25日には大統領セルジョ・マッタレッラ、インフラ整備交通大臣グラツィアーノ・デルリオ、文化観光大臣ダリオ・フランチェスキーニらが乗車した特別列車がミラノ中央 - ローマ・テルミニ間で運行され、その後、最初の営業列車が6月14日にナポリ - トリノ間で運行された。このダイヤ改正ではETR400は高速新線を経由する列車に導入されて、ETR500と同じ最高速度300 km/hで運行された。2015年夏ダイヤにおける運行は以下の通り。
- ミラノ中央 - ローマ・テルミニ - ナポリ中央：3.5往復
- トリノ・ポルタ・ヌオーバ - ミラノ中央 - ローマ・テルミニ：2往復
- トリノ・ポルタ・ヌオーバ - ミラノ中央 - ローマ・テルミニ- ナポリ中央：1.5往復
- ミラノ中央 - ローマ・テルミニ：1往復

当初6編成で運行を開始したが製造の進展に伴い、2015年8月には9編成、9月に11編成、12月には15編成が運用されるようになり、運行数も2015年6月の運行開始時の8往復から、8月は16往復、9月は20往復、11月に22往復と増加し、その次のダイヤ改正では28往復が設定され、2018年までに50編成が導入されてETR500とともに全編成がナポリ中央機関区に配置された。また、2017年6月からは2編成重連の16両編成での運行が開始された。
4クラスの座席はエグゼクティブクラスとビジネスクラスが一般的な1等席、プレミアムクラスとスタンダードクラスが同じく2等席となっており、前述の車内設備の違いのほか、以下のようなサービスが用意されている。
- エグゼクティブクラス：列車利用時にはフレッチャクラブと呼ばれる駅の専用ラウンジを利用可能。車内では無料で食事および新聞などの提供あり。同じく無料で車内会議室の使用が可能。飲み物・軽食等は車内販売もしくはビストロ・バーも利用可能。
- ビジネスクラス：フレッチャクラブが利用可能。乗車時にウェルカムドリンクと新聞などの提供あり。飲み物・軽食などは車内販売もしくはビストロ・バーを利用。
- プレミアムクラス：乗車時にウェルカムドリンクの提供あり。飲み物・軽食などは車内販売もしくはビストロ・バーを利用。
- スタンダードクラス：飲み物・軽食などは車内販売もしくはビストロ・バーを利用。

当初2016年のダイヤ改正よりローマ - ミラノ間の高速新線において350 km/h運転を開始し、所要時間を2時間55分から2時間20分に短縮し、その後360 km/h運転とすることが計画された。360 km/hでの営業運転に必要となる350 km/h + 10 %の393 km/hでの試験走行が2016年2月にかけて実施されたが、その後2018年5月28日に350 km/h運転の延期と速度試験の中止が発表された。これは、高速走行でのすれ違い時の風圧により軌道のバラストが吸い上げられ車体に当たるという事象への対応にコストが必要となる一方で、速度向上による所要時間短縮が約10分程度であり、投資効果が見込めないことから判断されたものであり、速度向上より定時性の確保を優先することとしている。

### フランス・スペイン
トレニタニアのフランス子会社であるテッロ (Thello)がフランス国内乗入対応機器を装備した本形式を使用したパリ - ミラノ間の列車を2020年からの運行する計画となっていた。この列車はパリからLGV南東線とトリノ-ミラノ高速線を経由してミラノまでを約6時間45分で結ぶもので、テッロはフランスの高速新線を使用する最初のオープンアクセス事業者となる。2019年から5編成がフランス乗入れ対応に改造されるほか、同年に発注された14編成は製造当初よりフランス乗り入れ対応となる。2018年にはETR400.09編成とETR400.25編成にフランス乗入れ対応改造を実施し、2020年よりフランス国内での試運転が実施された。その後、2021年12月18日に営業運行を開始しており、当初はミラノ中央 - パリ・リヨン間で1日2往復が運行され、その後パリ・リヨン - リヨン・パールデュー間およびパリ・リヨン - リヨン・ペラーシュ間3往復が追加される予定となっており、最終的にはパリ・リヨンまで10往復を運行する予定となっている。
2025年6月よりパリ・リヨン - マルセイユ・サン＝シャルル駅間で1日4往復で運行が開始された
トレニタリアとスペインの航空会社であるエア・ノストラムによる合弁会社のILSAは、2020年5月11日にスペイン鉄道インフラを保有・管理するADIFとスペインにおける高速運行に関して合意し、2022年以降に本形式による認証を取得して以下区間を運行すること計画し、2022年11月より「Iryo」のブランド名でマドリード - バルセロナ間、2022年12月よりマドリード - バレンシア間で運行を開始している
- マドリード - バルセロナ間：32往復
- マドリード - バレンシア間：8往復
- マドリード - マラガ間：7往復
- マドリード - セビリア間：7往復
- マドリード - アリカンテ間：4往復

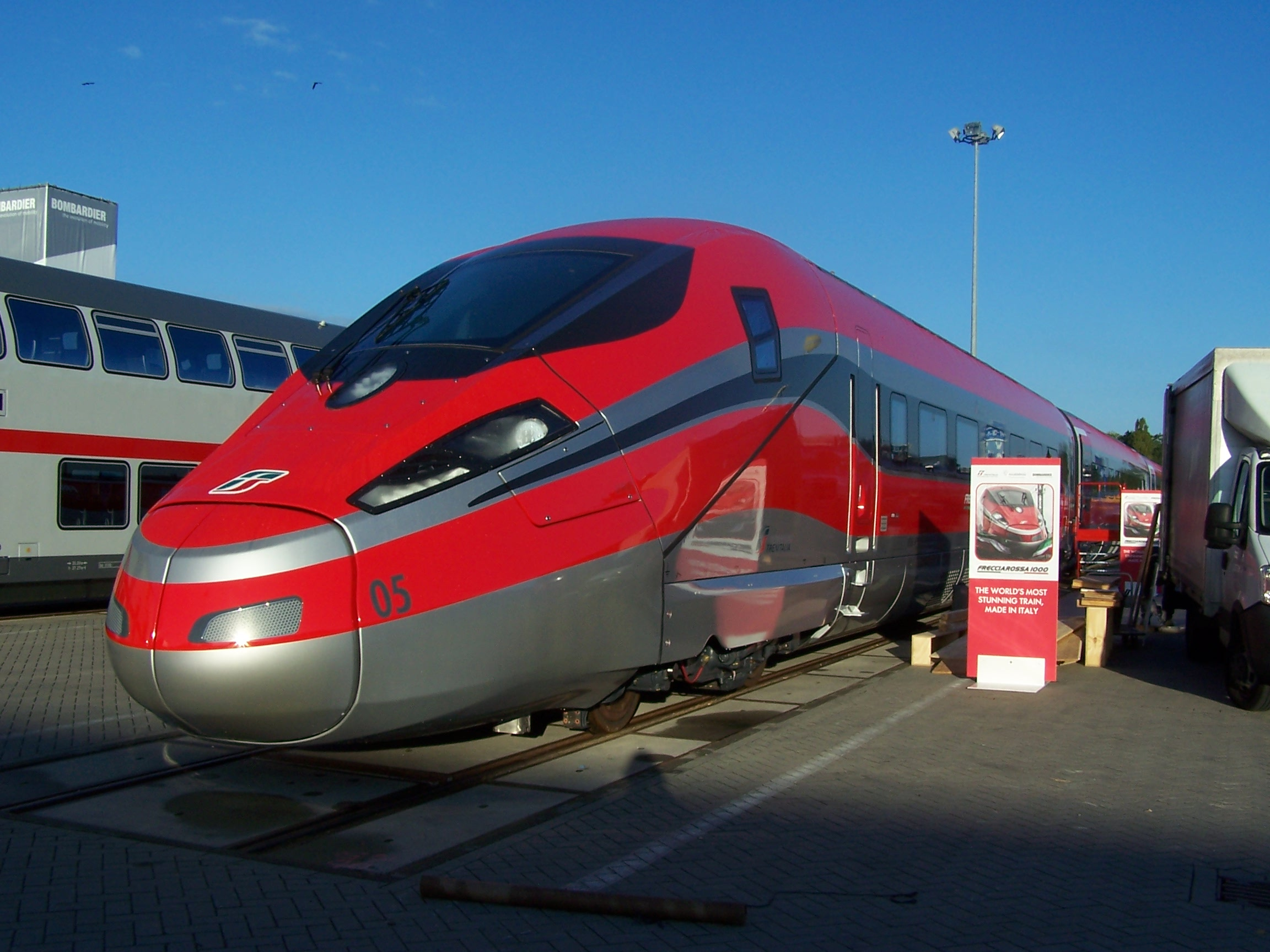
2014年のイノトランスに出品されたETR400
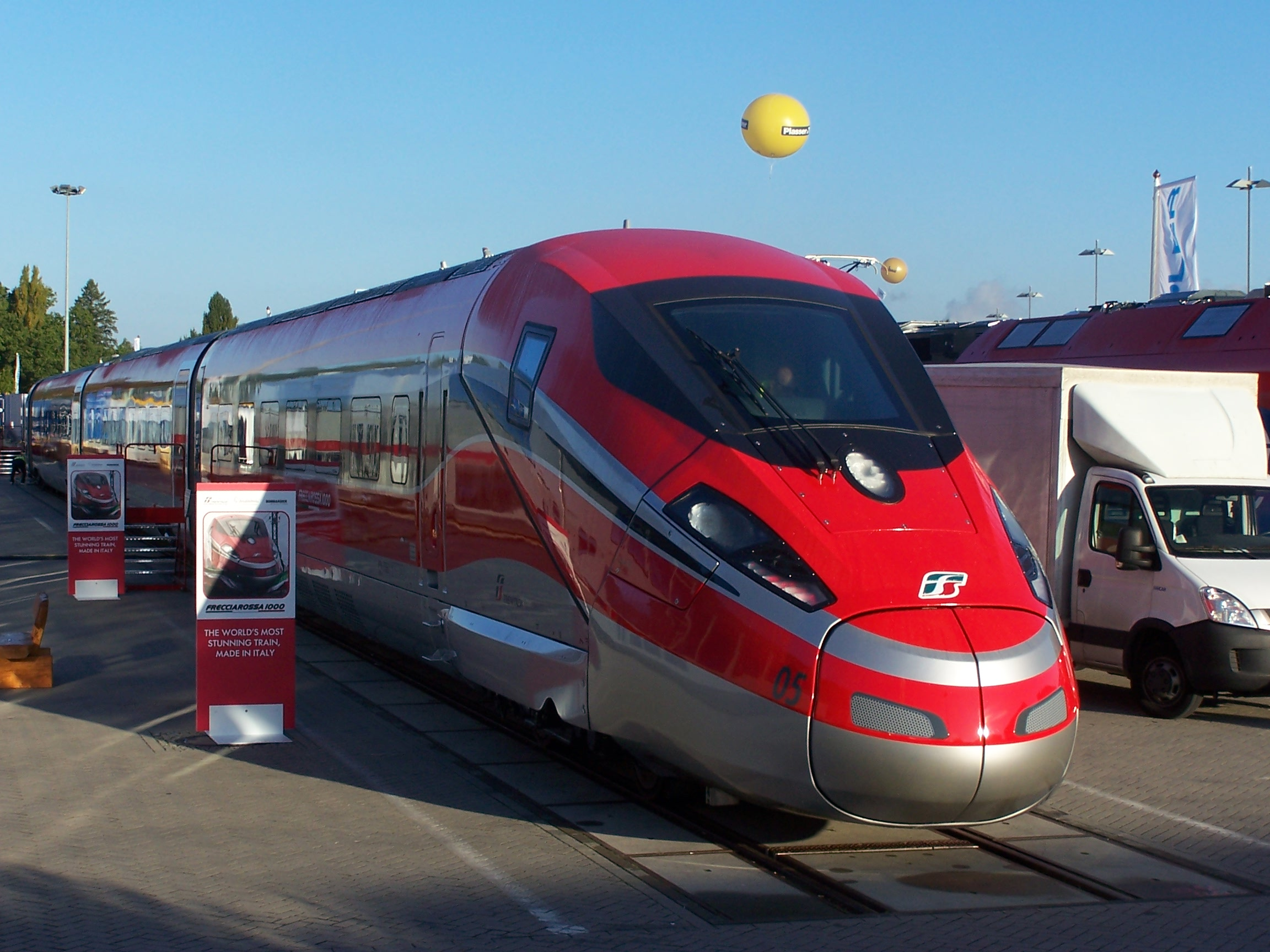
同じくイノトランスでのETR400、フレッチャロッサ1000の名称で出品されている
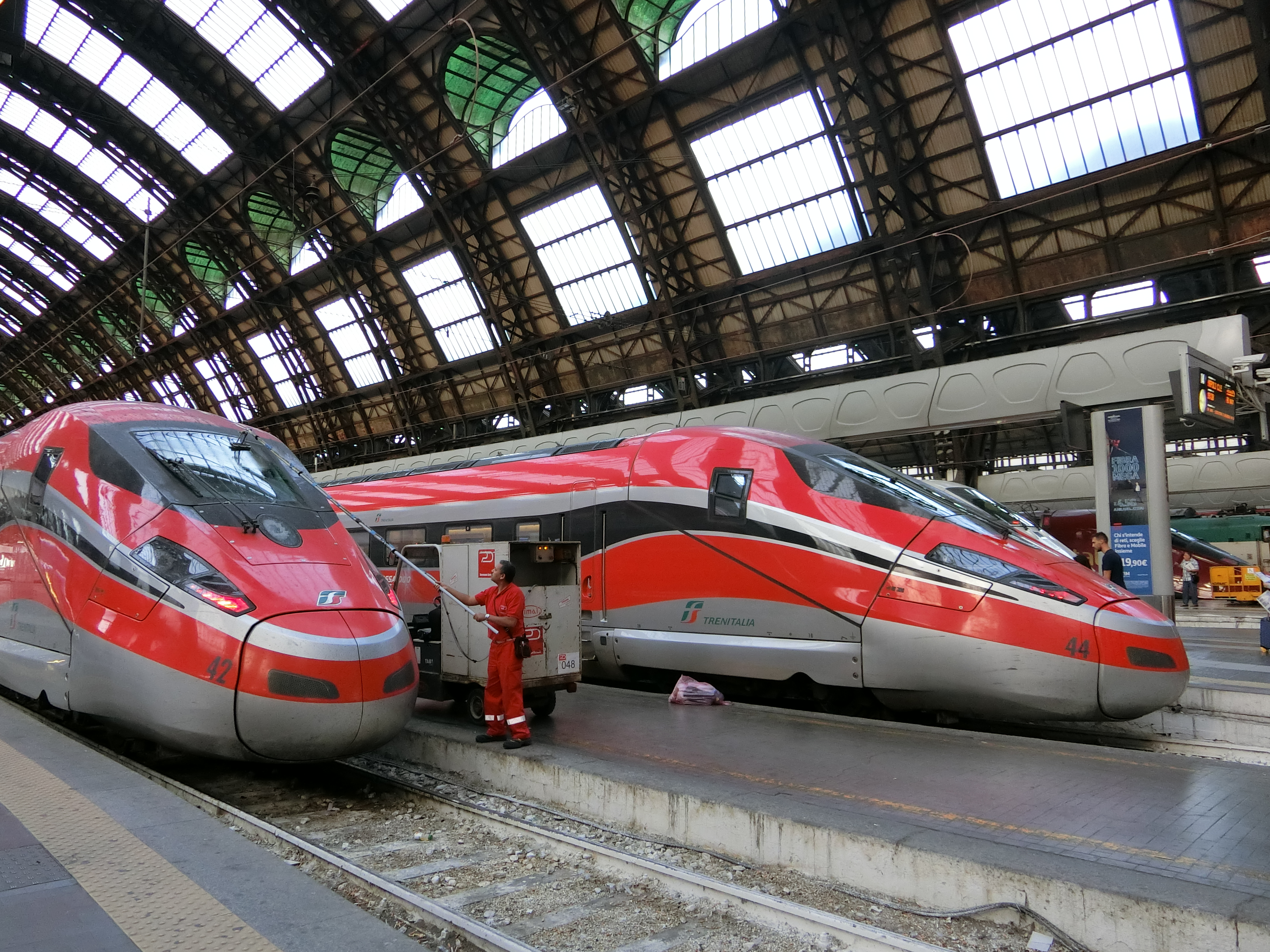
ミラノ中央駅で並ぶETR400.42編成とETR400.44編成、2017年
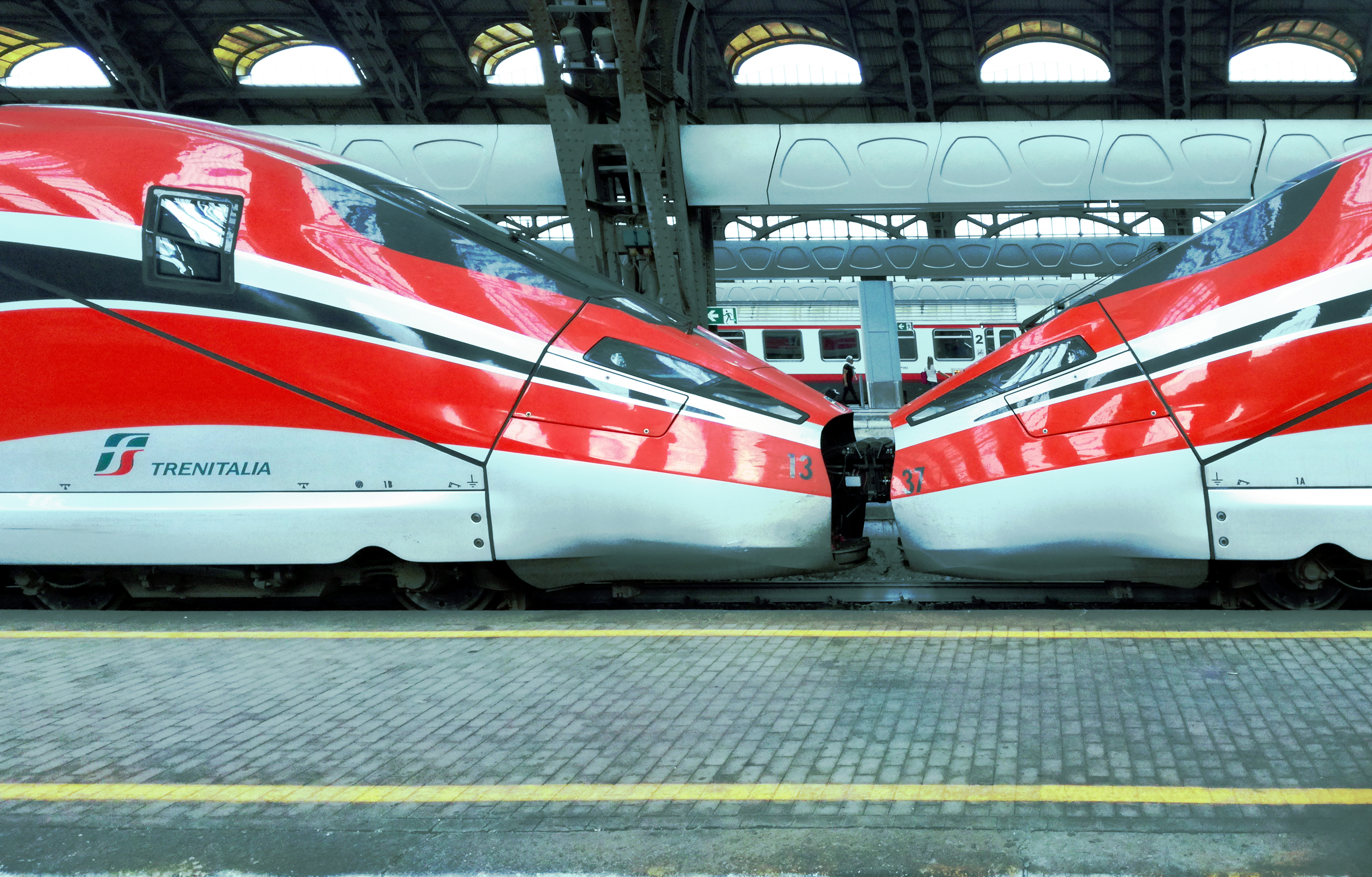
ETR400.13編成とETR400.37編成の重連、ミラノ中央駅、2018年
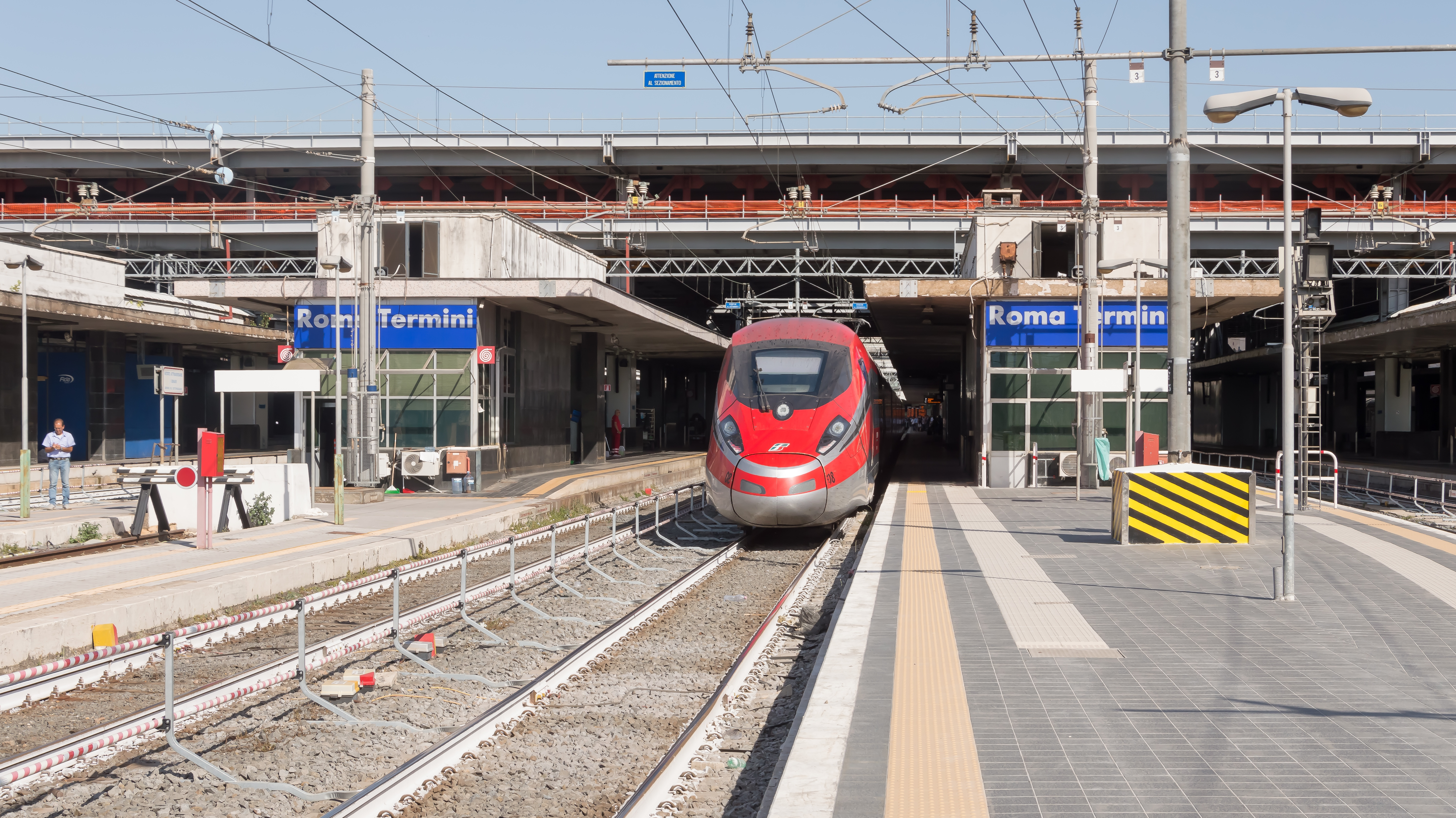
ナポリ発ミラノ行の列車、ローマ・テルミニ駅、2017年
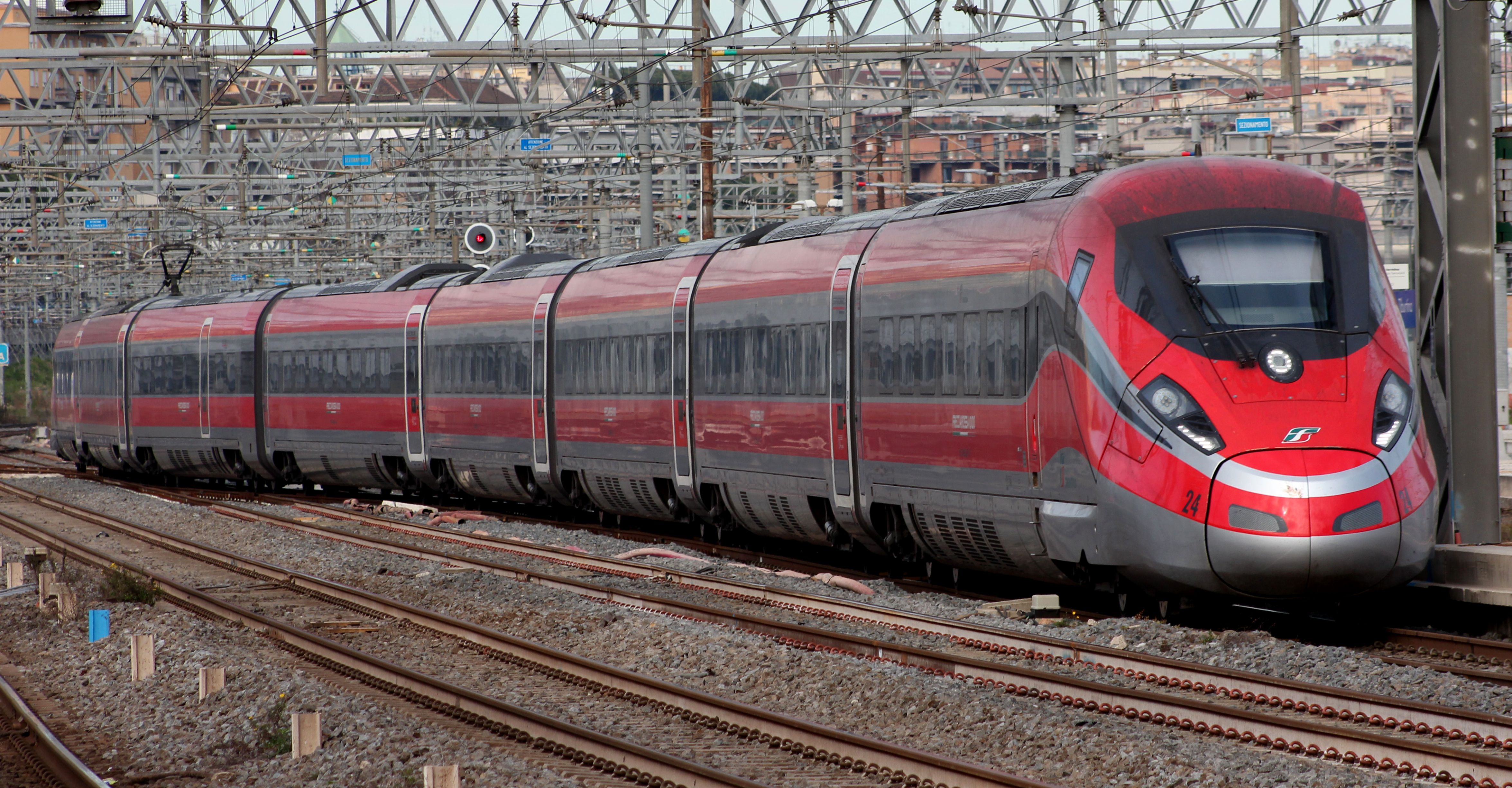
ETR400.24による列車、ローマ・ティブルティーナ駅、2018年
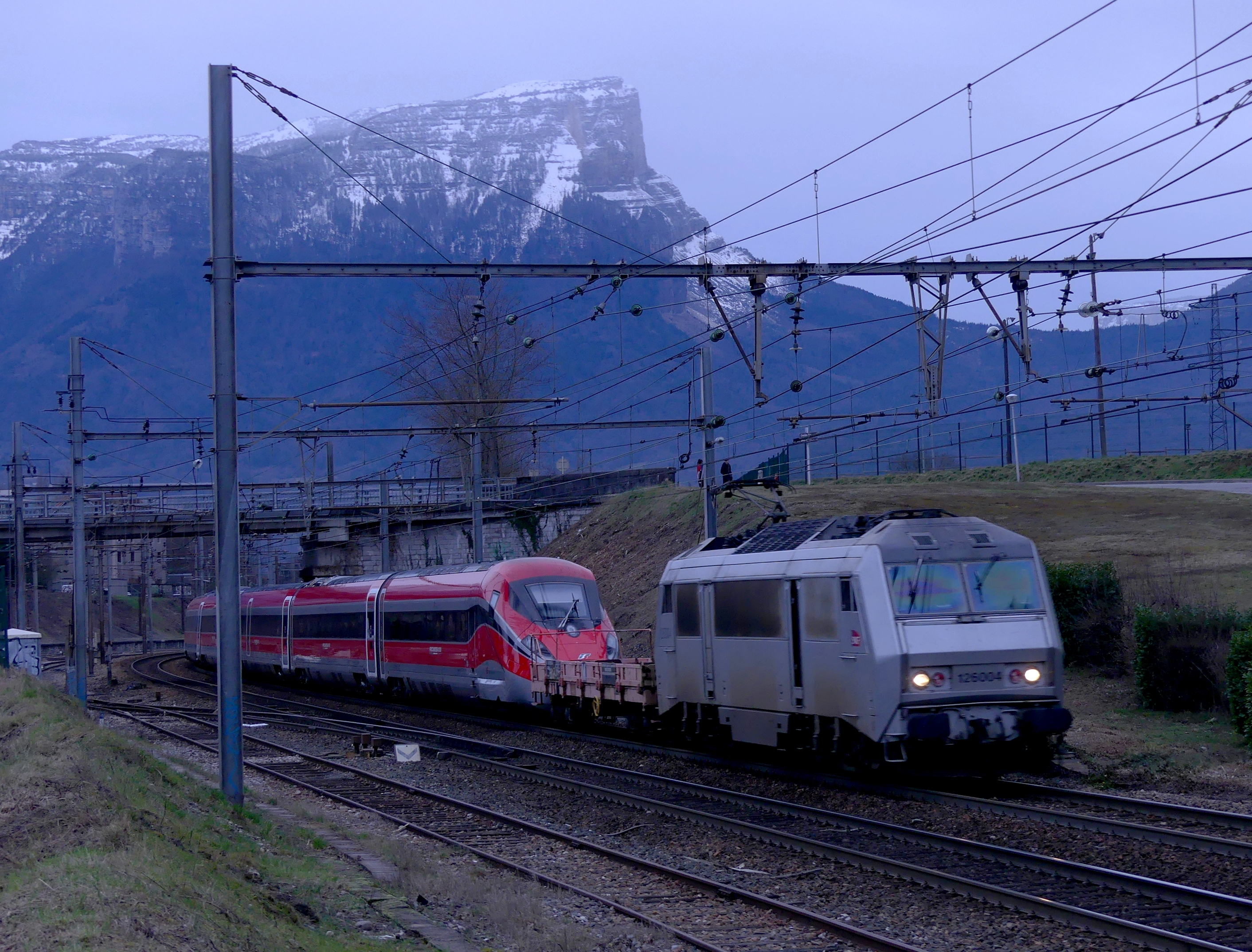
フランス国内での試験のためフランス国鉄機に牽引されて回送されるETR400、2021年
スペイン国内で運行されるETR109、アトーチャ駅（マドリード）、2023年